# Лесной (Уйский район)
Лесной — посёлок в Уйском районе Челябинской области России. Входит в состав Соколовского сельского поселения.

## География
Посёлок находится в центральной части области, в лесостепной зоне, вблизи истока реки Кабанки, на расстоянии 23 километров по прямой к юго-востоку от села Уйского, административного центра района. Абсолютная высота 365 метров над уровнем моря.
Часовой пояс
Посёлок Лесной, как и вся Челябинская область, находится в часовой зоне МСК+2. Смещение применяемого времени относительно UTC составляет +5:00.

## Население
| 2002 | 2010 |
| ---- | ---- |
| 410  | ↘337 |

Гендерный состав
По данным Всероссийской переписи населения 2010 года в гендерной структуре населения мужчины составляли 49,9 %, женщины — 50,1 %.
Национальный состав
Согласно результатам переписи 2002 года, в национальной структуре населения русские составляли 68 %.

## Улицы
Уличная сеть посёлка состоит из шести улиц.